# Уна О’Коннор
Агнес Тереза Макглейд (англ. Agnes Teresa McGlade, 23 октября 1880 — 4 февраля 1959) — ирландская и американская актриса.

## Биография
Агнес Тереза Макглейд родилась в католической семье в Белфасте, Ирландия. После получения образования в Национальной школе Сент-Винсент, Агнес начинает свою актёрскую карьеру в театре Аббатства, где берёт себе сценический псевдоним Уна О’Коннор.
На протяжении многих лет играла в театрах Англии и Ирландии. Первую роль в кино актриса получила в картине «Убийство!», режиссёра Альфреда Хичкока, но первую заметную роль сыграла в фильме 1933 года «Кавалькада», режиссёра Фрэнка Ллойда. Благодаря успеху «Кавалькады» Уна О’Коннор решила остаться в Голливуде.
Обладавшая своеобразной внешностью и неповторимым уморительно-смешным визгливым голосом, О’Коннор играла запоминающиеся эпизодические роли полуистеричных дам, служанок и экономок, зачастую «разбавляя» мрачный фон в фильмах ужасов. В фильмографии актрисы имеются такие фильмы, как «Человек-невидимка» (1933), «Невеста Франкенштейна» (1935), «Осведомитель» (1935) и «Приключения Робин Гуда» (1938).
Несмотря на работу в кино, О’Коннор продолжала играть на театральных подмостках. Наиболее известной театральной ролью актрисы является глухая домработница из пьесы Агаты Кристи «Свидетель обвинения». В 1957 году данная пьеса была экранизирована режиссёром Билли Уайлдером. Фильм получил положительные отзывы критиков. Роль в картине стала последней для Уны О’Коннор, которая из-за преклонного возраста решила уйти из кино.
Скончалась от болезни сердца 4 февраля 1959 года в Нью-Йорке. Она никогда не была замужем и не имела детей. Похоронена на кладбище Голгофа, Нью-Йорк.

## Избранная фильмография
| Год  |   | Русское название       | Оригинальное название        | Роль              |
| ---- | - | ---------------------- | ---------------------------- | ----------------- |
| 1930 | ф | Убийство!              | Murder!                      | миссис Грограм    |
| 1933 | ф | Кавалькада             | Cavalcade                    | Эллен Бриджес     |
| 1933 | ф | Человек-невидимка      | The Invisible Man            | Дженни Холл       |
| 1935 | ф | Дэвид Копперфильд      | David Copperfield            | миссис Гаммидж    |
| 1935 | ф | Невеста Франкенштейна  | Bride of Frankenstein        | Минни             |
| 1935 | ф | Осведомитель           | The Informer                 | миссис Макфиллип  |
| 1938 | ф | Приключения Робин Гуда | The Adventures of Robin Hood | Бесс              |
| 1940 | ф | Морской ястреб         | The Sea Hawk                 | мисс Латам        |
| 1940 | ф | Он остался на завтрак  | He Stayed for Breakfast      | Доретта, служанка |
| 1943 | ф | Эта земля моя          | This Land Is Mine            | миссис Эмма Лори  |
| 1943 | ф | Айви                   | Ivy                          | Матильда Троун    |
| 1946 | ф | Клуни Браун            | Cluny Brown                  | миссис Уилсон     |